# Judson Mills
Judson Christopher Mills (ur. 10 maja 1969 w Waszyngtonie) – amerykański aktor. Odtwórca roli Francisa Gage’a w serialu telewizyjnym CBS Strażnik Teksasu (1999–2001).

## Wczesne lata
Urodził się w Waszyngtonie. Wychowywał się w północnej Wirginii, w domu wybudowanym przez George’a Washingtona, który był młodym geodetą w okolicy. Mills imał się łowiectwa i rybołówstwa, interesował się sportem, szczególnie piłką nożną. Uczęszczał do prywatnej szkoły średniej High Moving School w Wilton w New Hampshire. Dopiero w ostatnim roku udało mu się zaangażować w szkolnym teatrze. Jego pierwsze występy były oklaskiwane na stojąco. Pierwotnie chciał grać w piłkę nożną.

## Kariera
Uczył się aktorstwa w Barry University w Miami na Florydzie, naukę kontynuował w Nowym Jorku. Przeniósł się do Long Island, gdzie rozpoczął studia w prestiżowym American Academy of Dramatic Arts. Po dwóch latach (1991), dwa tygodnie przed ukończeniem studiów, Mills został wyrzucony. Dwa tygodnie później trafił na przesłuchanie i zdobył rolę jako Alexander „Hutch” Hutchinson w operze mydlanej CBS As the World Turns (1991–1993).
Posiadł czarny pas w taekwondo; dzięki tej umiejętności zdobył rolę Francisa Gage’a w serialu Strażnik Teksasu (1999-2001). W filmie akcji Człowiek prezydenta 2: Punkt zero (2002) został obsadzony w roli byłego komandosa Deke’a Slatera.

## Życie prywatne
10 maja 1990 poślubił aktorkę Christiaan Torrez, lecz w roku 1993 doszło do rozwodu. W 1997 ożenił się z Julie Mills, z którą ma syna Daltona. Para rozwiodła się 13 maja 2002. W dniu 13 czerwca 2005 zawarł związek małżeński z Morgan Rae Mills, z którą ma dwóch synów – Jaggera i Casha.

## Wybrana filmografia

### Filmy fabularne
| Film       | Film                                                                            | Film                            | Film |
| Rok        | Film                                                                            | Rola                            |      |
| ---------- | ------------------------------------------------------------------------------- | ------------------------------- | ---- |
| 1994       | Confessions of a Sorority Girl (TV)                                             | Joe                             |      |
| 1995       | Rodzinny dylemat (A Family Divided, TV)                                         | Carter                          |      |
| 1996       | Przejażdżka (Joyride)                                                           | Redneck Joey                    |      |
| 1997       | American Perfekt                                                                | Junior                          |      |
| 1997       | T.N.T.                                                                          | Maria                           |      |
| 1997       | Operacja Krogulec (Surface to Air)                                              | Kuckler                         |      |
| 1998       | Bogowie i potwory (Gods and Monsters)                                           | młody człowiek przy basenie     |      |
| 1998       | Pierwsza liga III: Powrót do źródeł (Major League: Back to the Minors)          | Hog Ellis                       |      |
| 1998       | Babylon 5: Narodziny (Babylon 5: Thirdspace, TV)                                | Delta Seven                     |      |
| 1998       | Bury Me in Kern County                                                          | Dean                            |      |
| 1998       | Zack i Reba (Zack and Reba)                                                     | Wessy                           |      |
| 1998       | Wielki Joe (Mighty Joe Young)                                                   | niecierpliwy kierowca           |      |
| 1999       | Stopień ryzyka (Chill Factor)                                                   | Dennis                          |      |
| 2001       | See Jane Run                                                                    |                                 |      |
| 2002       | Człowiek prezydenta 2: Punkt zero (The President’s Man: A Line in the Sand, TV) | Deke Slater                     |      |
| 2003       | Dismembered                                                                     | Chick Evans                     |      |
| 2005       | Strażnik Teksasu – Próba ognia (Walker, Texas Ranger: Trial by Fire, TV)        | Francis Gage                    |      |
| 2006       | Witamy ponownie (Jesus, Mary and Joey)                                          | Taylor Gordan                   |      |
| 2010       | Stacy’s Mom                                                                     | Richard                         |      |
| 2010       | Bird Dog (TV)                                                                   | Billy Banks                     |      |
| 2011       | Miasteczko Innocence (Carnal Innocence, TV)                                     | Billy T Bonny                   |      |
| 2012       | Roznosiciel (Rosewood Lane)                                                     | Darren Summers                  |      |
| seriale TV |                                                                                 |                                 |      |
| Rok        | Tytuł                                                                           | Rola                            |      |
| 1991–1993  | As the World Turns                                                              | Alexander ‘Hutch’ Hutchinson    |      |
| 1994       | Prawo i porządek (Law & Order)                                                  | Stephen Shaw                    |      |
| 1994       | Napisała: Morderstwo (Murder, She Wrote)                                        | Toby Grant                      |      |
| 1995       | Jedwabne pończoszki (Silk Stalkings)                                            | Todd Barnett                    |      |
| 1995       | Wysoka fala (High Tide )                                                        | Lenny Gibner                    |      |
| 1996       | Sliders                                                                         | Davy                            |      |
| 1996       | Renegat (Renegade)                                                              | Travis Taylor                   |      |
| 1996       | Napisała: Morderstwo (Murder, She Wrote)                                        | Stu Yates                       |      |
| 1997       | Niebieski Pacyfik (Pacific Blue)                                                | Willie Hicks                    |      |
| 1997       | Najemnicy (Soldier of Fortune, Inc.)                                            | Sierżant Eugene Hackin          |      |
| 1997       | JAG                                                                             | Porucznik Tim ‘Spock’ Vanderway |      |
| 1997       | Renegat (Renegade)                                                              | Travis Taylor                   |      |
| 1998       | Nowojorscy gliniarze (NYPD Blue)                                                | John                            |      |
| 1998       | Podróż do Ziemi Obiecanej (Promised Land)                                       | Kip                             |      |
| 1998       | Beverly Hills, 90210                                                            | Ochroniarz                      |      |
| 1999       | Najemnicy (Soldier of Fortune, Inc.)                                            | Sierżant Eugene Hackin          |      |
| 1999       | Search Party                                                                    | Uczestnik                       |      |
| 1999-2001  | Strażnik Teksasu (Walker, Texas Ranger)                                         | Francis Gage                    |      |
| 2000       | Z Archiwum X (The X-Files)                                                      | Zastępca Keith Wetzel           |      |
| 2000       | Search Party                                                                    | Uczestnik                       |      |
| 2002       | Jordan w akcji (Crossing Jordan)                                                | Szeregowy Scott Weber           |      |
| 2002       | JAG                                                                             | Porucznik Tim ‘Spock’ Vanderway |      |
| 2003       | Obrońca (The Guardian)                                                          | Pete Akins                      |      |
| 2005       | CSI: Kryminalne zagadki Miami (CSI: Miami)                                      | Ty Radcliffe                    |      |
| 2008       | Ocalić Grace (Saving Grace)                                                     | Ralph ‘Rafe’ Dewey              |      |
| 2008       | Kości (Bones)                                                                   | Nick Devito                     |      |
| 2011       | Dexter                                                                          | Floyd                           |      |
| 2011       | The Icarus II Project                                                           | Daniels                         |      |
| 2012       | Szczury laboratoryjne (Lab Rats)                                                | Plażowy szeryf                  |      |
| 2013       | TMI Hollywood                                                                   | Głosy                           |      |
| 2014       | Mentalista (The Mentalist)                                                      | Bryce Kendrick                  |      |
| 2016       | Świat Dzikiego Zachodu (Westworld)                                              | Zastępca Roe                    |      |